# 楊定 (陰平)
楊定（？－542年），仇池氐人，在511年承襲南梁封給其父楊孟孫的陰平王封爵。
| 前任： 楊孟孫 | 仇池首領 511年－542年 | 繼任： 楊太赤 |